# Tebbs Lloyd Johnson
Terence Lloyd Johnson, més conegut com a Tebbs Lloyd Johnson   (Melton Mowbray, 7 d'abril de 1900 - Coventry, 26 de desembre de 1984), fou un atleta anglès, especialista en marxa atlètica, que va competir internacionalment en el període d'entreguerres i fins poc després de la fi de la Segona Guerra Mundial.
El 1936 va prendre part en els Jocs Olímpics d'Estiu de Berlín, on fou dissetè en la cursa dels 50 quilòmetres marxa del programa d'atletisme. El 1948, un cop finalitzada la Segona Guerra Mundial, va disputar els Jocs de Londres, on guanyà la medalla de bronze en la mateixa cursa del programa d'atletisme, en finalitzar rere John Ljunggren, Gaston Godel.
En el seu palmarès també destaquen tres campionats nacionals dels 50 quilòmetres marxa, el 1931, 1934 i 1949, i tres de les 20 milles, 1927, 1931 i 1934.

## Millors marques
- 20 quilòmetres marxa. 1h 37'55.4" (1934)
- 50 quilòmetres marxa. 4h 36'02" (1948)[1]